# Сабиров, Хафиз Сабирович
Хафиз Сабирович Сабиров (1910-1940) — младший лейтенант Рабоче-крестьянской Красной Армии, участник советско-финской войны, Герой Советского Союза (1940).

## Биография
Хафиз Сабиров родился в 1910 году в деревне Старая Турья (ныне — Балтасинский район Татарстана). После окончания неполной средней школы работал в колхозе. В 1932 году Сабиров был призван на службу в Рабоче-крестьянскую Красную Армию. Окончил курсы усовершенствования командного состава. Участвовал в боях советско-финской войны, будучи командиром пулемётного взвода 169-го стрелкового полка 86-й мотострелковой дивизии 7-й армии Северо-Западного фронта.
1-5 марта 1940 года взвод Сабирова участвовал в боях у посёлка Тупурансаари (остров Вихревой) на Карельском перешейке, нанеся противнику большие потери. 5 марта 1940 года Сабиров остался прикрывать отход стрелкового батальона и погиб в бою с финскими войсками. Похоронен на мысе Бычья Голова (фин. — Хярянпяянниеми).
Указом Президиума Верховного Совета СССР от 21 марта 1940 года за «образцовое выполнение боевых заданий командования на фронте борьбы с финской белогвардейщиной и проявленные при этом отвагу и геройство» младший лейтенант Хафиз Сабиров посмертно был удостоен высокого звания Героя Советского Союза. Также посмертно был награждён орденом Ленина.

## Память
- Мемориальная доска в память о Сабирове установлена Российским военно-историческим обществом на здании Кунугурской средней школы Балтасинского района, где он учился.